# Russell Camilleri
Russell Anthony Camilleri (ur. 13 listopada 1936 w Nowym Jorku, zm. 5 listopada 2023 w Osage Beach) – amerykański zapaśnik walczący w stylu klasycznym. Dwukrotny olimpijczyk. Ósmy w Rzymie 1960 i siódmy w Tokio 1964. Walczył w wadze półśredniej i średniej.
Szósty na mistrzostwach świata w 1961 i 1963; odpadł w eliminacjach w 1962, 1965 i 1966 roku.

## Letnie Igrzyska Olimpijskie 1960
| Konkurencja          | Rundy eliminacyjne       | Rundy eliminacyjne    | Rundy eliminacyjne     | Rundy eliminacyjne  | Klas. końcowa |
| Konkurencja          | Przeciwnik I             | Przeciwnik II         | Przeciwnik III         | Przeciwnik IV       | Miejsce       |
| -------------------- | ------------------------ | --------------------- | ---------------------- | ------------------- | ------------- |
| 79 kg styl klasyczny | Charles Berthoud (SUI) Z | Helmut Längle (AUT) Z | Yacoub Romanos (LIB) R | Lothar Metz (GDR) P | 8.            |

## Letnie Igrzyska Olimpijskie 1964
| Konkurencja          | Rundy eliminacyjne       | Rundy eliminacyjne    | Rundy eliminacyjne      | Rundy eliminacyjne     | Klas. końcowa |
| Konkurencja          | Przeciwnik I             | Przeciwnik II         | Przeciwnik III          | Przeciwnik IV          | Miejsce       |
| -------------------- | ------------------------ | --------------------- | ----------------------- | ---------------------- | ------------- |
| 78 kg styl klasyczny | Bolesław Dubicki (POL) P | Helmut Längle (AUT) Z | Albert Michiels (BEL) Z | Bertil Nyström (SWE) P | 7.            |